# Sarcofahrtiopsis
Sarcofahrtiopsis is een vliegengeslacht uit de familie van de dambordvliegen (Sarcophagidae).

## Soorten
- S. paterna Dodge, 1965